# おんな番外地 鎖の牝犬
『おんな番外地 鎖の牝犬』（おんなばんがいち くさりのめすいぬ）は、1965年公開の日本映画。主演：緑魔子、監督：村山新治。東映東京撮影所製作、東映配給。白黒映画。
高倉健・石井輝男コンビによる『網走番外地』『続 網走番外地』の好評につき、『網走番外地』の女性版として企画された　。東映の"女囚もの"といえば、梶芽衣子の当たり役で知られる「女囚さそり」が有名であるが、同じ東映東京製作のこちらが元祖である。

## あらすじ
騙され弄ばれた男二人を殺傷し、七年の刑を言い渡され刑務所入りしたヒロインが、雑居房9人の女たちの触れあいに、女の歓び、哀しみを知る。

## キャスト
- 平山妙子：緑魔子
- 松尾千代：浦辺粂子
- 藤崎悦子：原知佐子
- 小野照代：若水ヤエ子
- 関口和子：国景子
- 若井桃子：春川ますみ
- 野坂フミ：清川玉枝
- 八木節子：新井茂子
- 倉橋トミ子：三浦純子
- 木部かおる：桑原幸子
- 曽我春江：谷本小夜子
- 葉山雄策：梅宮辰夫
- 葉山茂子：安城百合子
- 滝村弘二：小川守
- 藤崎とき枝：五月藤江
- 曽我マツ：関田千恵子
- 長瀬所長：高島敏郎
- 岸本管理部長：荒木道子
- 小林総務部長：沢彰謙
- 野口保安課長：山本緑
- 菊地教育課長：進藤幸
- 服部分類課長：杉義一
- 久保看守：中北千枝子
- 室井看守：藤里まゆみ
- 峰川看守：竹村清女
- 津田看守：伊藤慶子
- 有馬女医：戸田春子
- 看護婦A：佐々木伊都子
- 看護婦B：小甲登枝恵
- 若い女囚：三界りえ子
- 裁判長：小塚十紀雄
- 検事：植田貞光
- 刑事A：相馬剛三
- 刑事B：打越正八
- 女囚A：東百合子
- 女囚B：池上洋子
- 看守A：小笠原慶子
- 看守B：大録加寿子

## スタッフ
- 監督：村山新治
- 脚本：舟橋和郎
- 企画：園田実彦
- 撮影：林七郎
- 音楽：冨田勲
- 美術：中村修一郎
- 編集：田中修
- 録音：広上益弘
- スチル：藤井善男
- 照明：森沢淑明

## 製作
東映が1965年に公開した『徳川家康』『飢餓海峡』と文芸大作がことごとく不入りに終わり、鶴田浩二、高倉健主演の任侠映画が大当たりを続けるため、岡田茂東映京都撮影所（以下、東映京都）所長が"不良性感度"という言葉を盛んに使い始め、「今の世情からみて、この安定ムードの中で、観客は極端に刺激を求めている。従って純精度の高いものはダメである。俳優にしろ純情スターはもう時代遅れだ。これからは不良性感度の強いものを作らなければいけない」と宣言し、以降、東映の映画は東映京都・東映東京撮影所（以下、東映東京）を併せ、この岡田理論である"不良性感度"の線上で企画・製作が行われることになった。当時の東映東京所長は、岡田の盟友・今田智憲だったため、東西撮影所で呼応した映画作りが行われることになり、これを受け、東映東京で緑魔子主演で、新たに企画されたのが本作と『あばずれ』。1964年以降、東映は東西撮影所所長に企画の最終決定権が持たされていた。今田智憲東映東京所長が当時、緑の自伝映画を作ろうとするほど緑に惚れ込んでいたため、緑の主演企画が次々製作された。

### キャスティング
緑魔子は岡田茂が東映東京所長時代に企画した『二匹の牝犬』でデビューし、東映東京は岡田が京都転勤後も『二匹の牝犬』を嚆矢とする風俗映画を緑魔子と梅宮辰夫を中心に製作の柱とした。
キネマ旬報のデータベースや映連などのサイトでも倉橋トミ子役は三浦純子になっているが、当時の文献では倉橋トミ子役は城野ゆきとなっている。『日本映画俳優全集・女優編』などの文献でも「城野ゆきは『おんな番外地 鎖の牝犬』でデビューした」と書かれている。城野は同時期入社の大原麗子と共に、"第二の佐久間良子"として東映東京の一押し新人女優として売り出された人で、城野は続編では準主役に、『地獄の野良犬』（鷹森立一監督）では梅宮辰夫の相手役に格上げされた。大原も高倉健主演の1966年ゴールデンウイーク映画『網走番外地 荒野の対決』で人気が出始めたことから、梅宮辰夫・緑魔子コンビによる「夜の青春シリーズ」第7作「夜の青春シリーズ」『赤い夜光虫』で男優一押し新人・谷隼人とコンビで準主役に格上げされた。

### 撮影
木下惠介監督が1964年の『香華』で、初潮の血のシーンを映したことがあったが、本作は日本映画で初めて流産のシーンを撮影した。内容は緑魔子扮する主人公が独居房内で流産し、畳の上でのたうちまわり、下腹部から流れ出た血で足と畳が血に染まる。当時映倫が審査基準と厳しくしていたところで、ワイセツと断じるわけにもいかず、想定していない描写で規定にもなく映倫を困らせた。

## 作品の評価
「凡調」と書かれた文献もあるが、緑魔子の強烈な個性と特異な題材で、男女の愛憎を描き話題を集め、シリーズ化された。

## おんな番外地シリーズ
本作『おんな番外地 鎖の牝犬』を第一作とし続編『続・おんな番外地』と『可愛いくて凄い女』の計三作品が作られた。『おんな番外地 鎖の牝犬』と『続・おんな番外地』は話が繋がっているが、『可愛いくて凄い女』は緑魔子の役名も前二作から変わり、職業も美容師からスリへ変更。また刑務所描写もない。

## 同時上映
『任侠男一匹』
- 原案：西川幸男 / 脚本：松浦健男 / 監督：マキノ雅弘 / 主演：村田英雄